# La Houssière
La Houssière è un comune francese di 584 abitanti situato nel dipartimento dei Vosgi nella regione del Grand Est.

## Storia

### Simboli
La banda è un elemento ripreso dall'emblema della Lorena; le foglie di agrifoglio (in francese houx) fanno riferimento all'etimologia del toponimo. La Houssière faceva parte del feudo di La Tour, munito di un castello a Corcieux, da cui deriva la torre nel capo dello scudo.

## Società

### Evoluzione demografica
Abitanti censiti